# 3670 Northcott
3670 Northcott (1983 BN) là một tiểu hành tinh vành đai chính được phát hiện ngày 22 tháng 1 năm 1983 bởi E. Bowell ở Flagstaff (AM).